# ウィザーズコンプレックス
『ウィザーズコンプレックス』は、2016年4月28日にういんどみるOasisより発売されたPC用18禁恋愛アドベンチャーゲーム。

## あらすじ
魔女の存在する世界で唯一の男性の魔法使いである主人公の東雲蒼は国立御久仁学園に入学して生徒会に強制的に参加させられ、留学生と国内の学生との魔法の試合に駆り出されることになる。

## 登場人物
東雲 蒼 （しののめ あおい）
身長：175cm
本作の主人公。殆んど魔法は使えないが、唯一の魔力を宿した男子なので学園長の計らいにより魔女育成校・国立御久仁学園に入学する。
竜胆 ほのか （りんどう ほのか）
声 - 春乃いろは
身長：158cm スリーサイズ：B88（F）/ W56/ H85
国内の学生で構成される“東塔生徒会” の新生徒会長。
アイリス・ラインフェルト
声 - 小鳥居夕花
身長：161cm スリーサイズ：B80（C）/ W54/ H84
学園長の一人娘であり、留学生で構成される“西塔生徒会” の新生徒会長。
真名鶴 一葉 （まなづる かずは）
声 - 花園めい
身長：165cm スリーサイズ：B87（E）/ W58/ H87
東塔生徒会の書記。
神楽坂 鳴 （かぐらざか めい）
声 - 桜乃ひよ
身長：145cm スリーサイズ：B68（AA）/ W52/ H76
東塔生徒会の会計。

## スタッフ
- キャラクターデザイン・原画 - こ～ちゃ、成瀬未亜（SD原画）
- シナリオ - 近江谷宥、元長柾木
- 音楽 - 天ヶ咲麗/iyuna、橋咲透